# Engelbert Siebler
Engelbert Siebler (ur. 29 maja 1937 w Monachium, zm. 11 października 2018 tamże) – niemiecki duchowny rzymskokatolicki, biskup pomocniczy Monachium i Fryzyngi w latach 1986–2012.

## Życiorys
Święcenia kapłańskie otrzymał 29 czerwca 1963. 27 lutego 1986 papież Jan Paweł II mianował go biskupem pomocniczym archidiecezji Monachium i Fryzyngi, ze stolicą tytularną Tela. Sakry biskupiej udzielił mu kard. Friedrich Wetter.
31 lipca 2012 papież Benedykt XVI przyjął jego rezygnację z funkcji biskupa pomocniczego.
Zmarł 11 października 2018.